# 杰卡拉·安东尼
杰卡拉·安东尼（英語：Jakara Anthony，1998年7月8日—），澳大利亚女子自由式滑雪运动员。她曾代表澳大利亚参加2018年和2022年冬季奥林匹克运动会自由式滑雪比赛，获得一枚金牌。